# Miss Universo 1991
Miss Universo 1991, quarantesima edizione di Miss Universo, si è tenuta presso l'Aladdin Theatre for the Performing Arts di Las Vegas negli Stati Uniti d'America, il 17 maggio 1991. L'evento è stato presentato da Dick Clark, Leeza Gibbons e Angela Visser. Lupita Jones, Miss Messico, è stata incoronata Miss Universo 1991.

## Risultati

### Piazzamenti
| Risultato finale   | Concorrente |
| ------------------ | --- |
| Miss Universo 1992 | - Messico - Lupita Jones                                                                                              |
| 2ª classificata    | - Paesi Bassi - Paulien Huizinga                                                                                      |
| 3ª classificata    | - Unione Sovietica - Yulia Lemigova                                                                                   |
| Top 6              | - Giamaica - Kimberley Mais - Stati Uniti - Kelli McCarty - Venezuela - Jackeline Rodríguez                           |
| Top 10             | - Curaçao - Jacqueline Krijger - Francia - Mareva Georges - Jugoslavia - Natasha Pavlovic - Paraguay - Vivian Benítez |

### Punteggi alle sfilate finali
Vincitrice
     2ª classificata
     3ª classificata
     Top 6
     Top 10
(#) Posizione in ogni turno della gara
| Nazione          | Costume da bagno | Intervista | Abito da sera | Media      |
| ---------------- | ---------------- | ---------- | ------------- | ---------- |
| Messico          | 9.450 (1)        | 9.608 (1)  | 9.758 (1)     | 9.605 (1)  |
| Venezuela        | 9.412 (2)        | 9.533 (4)  | 9.650 (3)     | 9.532 (2)  |
| Unione Sovietica | 9.225 (3)        | 9.550 (3)  | 9.717 (2)     | 9.497 (3)  |
| Paesi Bassi      | 9.073 (6)        | 9.592 (2)  | 9.600 (4)     | 9.422 (4)  |
| Giamaica         | 9.213 (4)        | 9.418 (6)  | 9.542 (7)     | 9.391 (5)  |
| Stati Uniti      | 8.950 (8)        | 9.425 (5)  | 9.542 (7)     | 9.306 (6)  |
| Curaçao          | 9.135 (5)        | 9.190 (8)  | 9.550 (6)     | 9.292 (7)  |
| Paraguay         | 8.897 (7)        | 9.350 (7)  | 9.350 (10)    | 9.229 (8)  |
| Francia          | 8.867 (10)       | 9.067 (10) | 9.590 (5)     | 9.175 (9)  |
| Jugoslavia       | 8.875 (9)        | 9.167 (9)  | 9.442 (9)     | 9.161 (10) |

### Riconoscimenti speciali
| Riconoscimento        | Concorrente                                                                                   |
| --------------------- | --------------------------------------------------------------------------------------------- |
| Best National Costume | - Colombia - Maribel Gutiérrez - Paraguay - Vivian Benítez - Rep. Dominicana - Melissa Vargas |
| Miss Congeniality     | - Isole Vergini Americane - Monique Lindesay                                                  |
| Miss Photogenic       | - Irlanda - Siobhan McClafferty                                                               |

## Giudici della trasmissione televisiva
Le seguenti celebrità hanno fatto da giudici durante la serata finale:
- José Luis Rodríguez "El Puma" –  Cantante ed attore.
- Janet Hubert – Attrice televisiva.
- Kuh Ledesma –  Cantante pop e jazz.
- Jorge Rivero – Attore.
- Barbara Lauren – Direttrice del casting.
- Cristophe – Parrucchiere delle dive di Beverly Hills.
- Dustin Nguyen – Attore, regista ed artista marziale.
- Nadia Comăneci – Ginnasta olimpica.

## Concorrenti
- Argentina - Verónica Honnorat
- Bahamas - Farrah Fiona Saunders
- Belgio - Katia Alens
- Belize - Josephine Gault
- Bermuda - Andrea Sullivan
- Bolivia - María Selva Landívar
- Brasile - Patrícia Franco de Godói
- Bulgaria - Christy Drumeva
- Canada - Leslie McLaren
- Cecoslovacchia - Renata Gorecka
- Cile - Cecilia del Rosario Alfaro
- Colombia - Maribel Gutiérrez
- Corea del Sud - Seo Jung-min
- Costa Rica - Viviana Múñoz
- Curaçao - Jacqueline Krijger
- Ecuador - Diana Neira
- El Salvador - Rebecca Dávila
- Filippine - Maria Lourdes Gonzalez
- Finlandia - Tanja Vienonen
- Francia - Mareva Georges
- Germania - Katrin Richter
- Ghana - Dela Tamakole
- Giamaica - Kimberley Mais
- Giappone - Atsuko Yamamoto
- Grecia - Marina Popou
- Guam - Jevon Pellacani
- Guatemala - Lorena Palacios
- Hong Kong - Anita Yuen
- India - Christabelle Howie
- Irlanda - Siobhan McLafferty
- Islanda - Dis Sigurgeirsdóttir
- Isole Cayman - Bethea Michelle Christian
- Isole Cook - Raema Chitty
- Isole Marianne Settentrionali - Sharon Rosario
- Isole Vergini Americane - Monique Lindesay
- Isole Vergini Britanniche - Anne Lennard
- Israele - Miri Goldfarb
- Italia - Maria Biscotti
- Jugoslavia - Natasha Pavlovic
- Libano - Fidaa Chehayeb
- Lussemburgo - Annette Feydt
- Malaysia - Elaine Chew
- Malta - Michelle Zarb
- Mauritius - Dhandevy Jeetun
- Messico - Lupita Jones
- Namibia - Ronel Liebenberg
- Nicaragua - Ana Sofía Pereira
- Nigeria - Tonia Okogbenin
- Norvegia - Lene Maria Pedersen
- Paesi Bassi - Paulien Huizinga
- Panama - Liz Michelle de León
- Paraguay - Vivian Benítez
- Perù - Eliana Martínez
- Polonia - Joanna Michalska
- Porto Rico - Lissette Bouret
- Regno Unito - Helen Upton
- Rep. Dominicana - Melissa Vargas
- Romania - Daniella Nane
- Saint Vincent e Grenadine - Samantha Robertson
- Singapore - Eileen Yeow
- Spagna - Esther Arroyo
- Sri Lanka - Diloka Seneviratne
- Stati Uniti - Kelli McCarty
- Suriname - Simone Vos
- Svezia - Susanna Gustafsson
- Taiwan - Lin Shu-Chuan
- Thailandia - Jiraprapa Sawettanan
- Trinidad e Tobago - Josie Anne Richards
- Turchia - Pinar Ozdemir
- Turks e Caicos - Kathy Hawkins
- Unione Sovietica - Yulia Lemigova
- Uruguay - Adriana Comas
- Venezuela - Jackeline Rodríguez